# نمک روی پوست ما
نمک روی پوست ما (به انگلیسی: Salt on Our Skin) فیلمی محصول سال ۱۹۹۲ و به کارگردانی اندرو برکین است. در این فیلم بازیگرانی همچون گرتا اسکاکی، وینسنت دن آفریو، شرلی هندرسون، کلودین اوژه، هانس تسیشلر و شارل برلینگ ایفای نقش کرده‌اند.